# Бах, Конрад
Конрад Бах (нем. Konrad Bach; род. 1940, Гросрёрсдорф) — немецкий дирижёр.
В 1977—1997 гг. возглавлял Рудольштадтскую капеллу, в 1992 г. объединённую с Государственным оркестром Заальфельда в Тюрингский симфонический оркестр.
Известен как исследователь и пропагандист творчества Зигфрида Вагнера. На сцене Тюрингского земельного театра в Рудольштадте в 1993—1994 гг. поставил и записал оперы «Медвежья шкура» и «Царство чёрных лебедей»; совместно с директором театра Петером Пахлем возглавлял Международное общество Зигфрида Вагнера, опубликовал обзор его музыкального наследия. Записал также, во главе своего оркестра, симфоническую поэму «Тоска», оркестровал «Гимн миру» для сопрано, хора и оркестра (1918) для премьерного исполнения в 2010 году.
Другие записи Баха с Тюрингским симфоническим оркестром — поэмы Макса фон Шиллингса «Кассандра» и «Элевсинский праздник» (обе в собственной оркестровке) и Клемента Харриса «Потерянный рай».